# Ary Guerra de Murat Quintella
Ary Guerra de Murat Quintella (Rio de Janeiro, 25 de julho de 1933 – 15 de setembro de 1999) foi um escritor e advogado brasileiro. Sua obra, que retrata em romances, novelas e contos o contexto urbano e social do Rio de Janeiro das décadas de 1970 e 1980, é valorizada por seu humanismo e pela profundidade da psicologia dos personagens. Como advogado, sua atuação concentrou-se na área do direito comercial. Foi membro do Sindicato dos Jornalistas do Estado de Minas Gerais e da Ordem dos Advogados do Brasil. Parte de sua obra foi publicada também no exterior.

## Biografia
Nascido no Rio de Janeiro em 25 de julho de 1933, Ary Quintella era filho do general e matemático Ary Norton de Murat Quintella e de Margarida Guerra de Murat Quintella. Casou-se em 1962 com a diplomata Thereza Maria Mendes Machado, que a partir daí passou a ser conhecida profissionalmente como Thereza Quintella. O casamento, de que vieram três filhos, Ary, Alfredo e Teresa Cristina, terminaria em divórcio em 1982. Desde cedo, Ary Quintella demonstrou interesse tanto pelo mundo editorial quanto pela criação literária.
Seu ensino secundário foi realizado no Colégio Militar do Rio de Janeiro entre 1945 e 1951. Posteriormente, ingressou na Faculdade Nacional de Direito da Universidade Federal do Rio de Janeiro (então Universidade do Brasil), onde se formou em 1958. Complementou sua formação com estudos na Escola Brasileira de Administração Pública da Fundação Getúlio Vargas (1952-1954) e na Escuela Diplomática de Madrid (1957-1958), onde estudou política internacional e relações governamentais. Especializou-se em Direito Comercial, com ênfase em sociedades anônimas. Atuou como assessor jurídico, consultor e membro de diversos conselhos administrativos empresariais. Foi membro do Conselho Fiscal da Petrobras Química S.A. (PETROQUISA) e da Embrafilme.
Além de sua atuação no campo jurídico e administrativo, Ary Quintella teve uma carreira significativa na área editorial. Trabalhou na Editora José Olympio, onde foi responsável pelos setores de importação e exportação e de informação e comunicação da empresa. Nessa posição, coordenou contatos com editoras e autores do Brasil e do exterior, e participou da organização de diferentes eventos literários.
O falecimento de seu filho Alfredo, aos 16 anos, em dezembro de 1980, em Brasília, marcou de forma trágica e permanente sua vida e sua obra. Vítima de um câncer de rim, Ary Quintella faleceu no Rio de Janeiro, em 15 de setembro de 1999.

## Obra
Sua trajetória literária consolidou-se na década de 1970, quando publicou seu primeiro romance, Combati o bom combate (1971), que teve sucessivas edições e foi traduzido para o polonês. Ao longo dos anos, lançou diversos volumes de romance, conto e literatura juvenil, recebendo o reconhecimento de instituições como a Academia Brasileira de Letras e a Fundação Nacional do Livro Infantil e Juvenil. Seu Cão vivo, leão morto (1980) foi indicado como "Altamente Recomendável para Jovens" pela FNLIJ e mereceu destaque por parte da Associação Paulista de Críticos de Arte.
Paralelamente à sua produção literária, Ary Quintella participou ativamente do meio acadêmico e cultural. Foi membro de júris literários, palestrante em feiras do livro e conferências no Brasil e no exterior. Destacou-se também como tradutor, adaptando para o português obras como O homem da areia, de E.T.A. Hoffmann.

## Recepção crítica
A obra literária de Ary Quintella foi objeto de atenção por parte de importantes nomes da crítica e da literatura brasileira. Sua escrita, que transita entre o romance, o conto e a literatura infanto-juvenil, foi frequentemente destacada por seus pares pelo estilo próprio e pela originalidade formal e temática.
Por ocasião da concessão do Prêmio Monteiro Lobato de Literatura para a Infância e Juventude à novela Titina, a escritora Raquel de Queiroz destacou a qualidade da linguagem e a sutileza da mensagem da obra Titina: “Louve-se em primeiro lugar a beleza do texto, acessível e agradável ao leitor infantil e ao mesmo tempo um excelente exemplo de prosa moderna brasileira. A lição moral, que entretanto existe dentro de Titina, mostrando a alegria da convivência, o amor, a piedade, a solidariedade humana, flui tão espontânea e suave na bonita linguagem de Ary Quintella, que até o leitor adulto a aprecia e aceita.”
Também sobre Titina, a crítica literária Terezinha Alvarenga, especialista em literatura infantojuvenil, comentou: “Aí estamos diante de um livro carregado de fantasia e realidade. E, da realidade para o sonho, ou vice-versa, não há quebra da linha contínua, pelo contrário, a história é sempre e muito intensa, emocionante, interligando: sensibilidade, harmonia e realidade.”
Já o escritor Moacyr Scliar, ao discutir a novela Sandra, Sandrinha, identificou o vigor da linguagem como uma das características principais do texto de Ary Quintella: “Renunciando à sempre presente tentação de uma história linear, Quintella dá-nos a sua visão da tragédia carioca (que é, claro, a tragédia brasileira) da forma que a esta melhor corresponde: fragmentada, cheia de cortes bruscos, e, sobretudo, numa linguagem incrivelmente vigorosa, criativa – mas autêntica, indubitavelmente autêntica.”
O escritor José Louzeiro, por outro lado, frisou a identidade própria e o caráter único do seu tom: “Ary Quintella é conhecido nacionalmente graças aos diversos livros já publicados e, em especial, pelo seu estilo de características muito particulares: frases curtas, nervosas, duras, muitas vezes carregadas de lirismo.”
A escritora Edla van Steen sublinhou a vocação inventiva de Ary Quintella, observando que ele “fabrica, imagina, urde e entrelaça coisas, fatos e pessoas”.
Em prefácio ao romance Combati o Bom Combate e em artigo ao Jornal do Brasil intitulado "Um filho do século", o crítico literário Wilson Martins também destacou a individualidade da voz do autor: “Ary Quintella ocupa em nossa ficção contemporânea um lugar todo pessoal e exclusivo. Carregando, embora, consigo todos os sinais da sua geração, ele é dos poucos, senão o único, que lhe descobriu a linguagem literária específica: mais do que cronista da cidade, que o é com extraordinária vibratilidade e espontânea identificação, ele é o escritor de uma idade social, de um choque de valores e de uma estrutura mental.”
Ainda segundo Wilson Martins, Quintella articulava, em sua ficção, os temas urbanos a uma representação simbólica da modernidade: Ao cotejar os textos de Combati o bom combate e Sandra, Sandrinha, Martins opina que as duas obras são ligadas por um "arco imaginário" e que, ao vincular a matéria do Rio de Janeiro ("a mui heróica e leal cidade") aos processos "de representação da civilização eletrônica e visual", Ary Quintella "está de fato criando a ficção moderna.”

## Obras publicadas
Romances
- Combati o bom combate – Editora Bonde, Rio de Janeiro, 1971; Livraria José Olympio Editora, 1973; Editora Record, 1981; Clube do Livro, São Paulo, 1988; edição polonesa – Wydawnictwo Literackie, Cracóvia, 1976.
- Amor que faz o mundo girar – Editora Lê, Belo Horizonte, 1990.[16]

Contos e crônicas
- Um certo senhor tranquilo – Editora Bonde, Rio de Janeiro, 1971; Editora Comunicação, Belo Horizonte, 1976; Editora Record, Rio de Janeiro, 1988.
- Retrospectiva  – Livraria José Olympio Editora, Rio de Janeiro, 1973; Editora Comunicação, Belo Horizonte, 1977.
- Qualquer coisa é a mesma coisa – Impacto Editorial, Rio de Janeiro, 1975; Editora Comunicação, Belo Horizonte, 1979; Editora Record, Rio de Janeiro, 1989.
- Amor às vezes – Editora Record, Rio de Janeiro, 1988.
- Jornal de Domingo – Editora Record, Rio de Janeiro, 1991.[17]

Novelas
- Sandra, Sandrinha – Editora Comunicação, Belo Horizonte, 1977; Editora Record, Rio de Janeiro, 1983.
- Mamma mia! – Distribuidora Record, Rio de Janeiro, 1984.

Literatura juvenil
- Cão vivo, leão morto – Editora Comunicação, Belo Horizonte, 1980; versão em Braille pela Fundação Nacional para o Livro do Cego no Brasil, 1982; Editora Record, Rio de Janeiro, 1987.
- Titina – Editora Record, Rio de Janeiro, 1982; versão em Braille pela Fundação Nacional para o Livro do Cego no Brasil, 1982.
- Biba – Editora Global, Rio de Janeiro, 1994
- Alemão – Editora Global, Rio de Janeiro, 1998.[18][19][20]

Traduções e adaptações
- O homem da areia, E.T.A. Hoffmann. Editora Lê, Belo Horizonte, 1991.
- O caso de amor como obra de arte, de Dan Hofstader. Editora Record, Rio de Janeiro, 1997.[21]

## Prêmios e homenagens
- Prêmio Jannart Moutinho Ribeiro (1980) – Câmara Brasileira do Livro, por Cão vivo, leão morto.
- Prêmio Destaque para Literatura Juvenil (1980) – Associação Paulista de Críticos de Arte, por Cão vivo, leão morto.
- Altamente Recomendável para Jovens (1981) – Fundação Nacional do Livro Infantil e Juvenil, por Cão vivo, leão morto.
- Prêmio Monteiro Lobato (1983) – Academia Brasileira de Letras, por Titina.
- Medalha Santos Dumont (1986) – Governo do Estado de Minas Gerais.[22]